# لايف إز سترينج 2
لايف إز سترينج 2 (بالإنجليزية: Life Is Strange 2)‏، هي لعبة فيديو من نوع مغامرة رسومية، صدرت الحلقة الأول منها في 27 سبتمبر 2018، وتعمل على منصات بلاي ستيشن 4، إكس بوكس ون ومايكروسوفت ويندوز، وهي الجزء الثاني من سلسلة لايف إز سترينج.

## روابط خارجية
- لايف إز سترينج 2 على موقع IMDb (الإنجليزية)